# Morada Nova de Minas
Morada Nova de Minas é um município brasileiro do estado de Minas Gerais. De acordo com o censo realizado em 2022 sua população era de 9 067 habitantes.

## Geografia
Localiza-se na Mesorregião Central Mineira.